# Кинетический магнитоэлектрический эффект
Кинетический магнитоэлектрический эффект — эффект возникновения намагниченности у носителей заряда, текущих через проводники с симметрией зеркальных изомеров, пропорциональна действующему в металле электрическому полю.
Для кубических кристаллов или изотропных стереоизометрических материалов коэффициент пропорциональности между вектором намагниченности и вектором электрического поля является псевдоскаляром, имеющим разный знак для двух изомеров с различной хиральностью.
Кинетический магнитоэлектрический эффект был впервые теоретически предсказан в 1985 году в работе  при исследовании транспорта в немагнитных проводниках, содержащих примеси с хиральной симметрией потенциала спин-орбитального рассеяния. Экспериментальные подтверждения существования кинетического магнитоэлектрического эффекта при наличии хирального спин-орбитального рассеивающего потенциала были получены в работах . В частности, в работах  было экспериментально реализовано спиновое устройство, в работе которого использовался кинетический магнитоэлектрический эффект, возникающий при наличии хирального спин-орбитального рассеивающего потенциала.
Позднее, в работах  было показано, что аналогичный эффект может возникать в металлических антиферромагнетиках с геликоидальной волной спиновой плотности. В исследовании  установлено, что кинетический магнитоэлектрический эффект может возникать при движении электронов проводимости, обладающих спином, в пространственно-неоднородном магнитном поле. В работе  было продемонстрировано, что взаимодействие спинов электронов проводимости с пространственно-неоднородным эффективным магнитным полем обменного происхождения в хиральных гелимагнетиках также приводит к возникновению кинетического магнитоэлектрического эффекта. Поскольку влияние неоднородного магнитного поля на движущиеся частицы, обладающие спином, впервые было продемонстрировано в классических опытах Штерна и Герлаха , для подчеркивания физической природы механизма кинетического магнитоэлектрического эффекта при наличии неоднородного магнитного поля было предложено ввести специальный термин – «кинетический магнитоэлектрический эффект Штерна-Герлаха».
На сегодняшний день уже экспериментально реализовано спиновое устройство, использующее кинетический магнитоэлектрический эффект Штерна-Герлаха в своей работе .